# 2531 Cambridge
2531 Cambridge este un asteroid din centura principală, descoperit pe 11 iunie 1980 de Edward Bowell.